# Сиваков, Вячеслав Аркадьевич
Вячеслав Аркадьевич Сиваков (19 февраля 1938, Быхов, Могилёвская область, Белорусская ССР) — советский и белорусский футболист, вратарь; тренер.

## Биография
Футболом начал заниматься в 1946 году. В 1958—1959 годах выступал в чемпионате Белорусской ССР за минские команды ФШМ, завода им. Ворошилова, «Заря». В июле 1959 года во время турне провёл два матча в составе минского «Спартака». В 1960 году в классе «Б» за витебское «Красное знамя» сыграл 15 матчей. 1961 год начал в «Светлане», выступавшей в чемпионате Ленинграда, затем до 1963 года играл за «Онежец» Петрозаводск. В 1964 году выступал за «Нарочь» Молодечно в чемпионате БССР. Имеет первый спортивный разряд.
После окончания карьеры игрока тренировал юношеский состав минского СКА. 18 августа 1965 года пришёл в гродненский «Неман» в качестве второго тренера, в 1966 году был переведён тренером в группу подготовки. Работал тренером в команде, переименованной в «Химик», в 1972—1975 годах. В 1975—1990 — старший тренер, в 1990 году — начальник команды. В 1990—1991 годах тренировал бенинский клуб «Драгонс де л’Уэме» Порто-Ново, с которым выиграл Кубок страны. В 1992—1995 годах — тренер-консультант клуба «Кардан Флайерс» Гродно. С 22 мая 1996 по 10 января 1997 и с 28 января 1998 по 28 мая 1998 был главным тренером «Немана» Гродно. В 2000-х годах тренировал женскую команду «Нива-Белкард».

## Достижения
«Неман»/«Химик» Гродно
- Победитель республиканского юношеского турнира «Хрустальный мяч» (1969)
- 2-е место в полуфинале юношеского первенства СССР в Советске (1969)
- Серебряный призёр республиканского юношеского турнира «Хрустальный мяч» (1970)
- 2-е место в полуфинале юношеского первенства СССР в Резекне (1970)
- Победитель восьмой зоны чемпионата СССР во второй лиге (1980)
- 2-е место в финальной группе чемпионата СССР во второй лиге (1980)
- Третье место в восьмой зоне чемпионата СССР во второй лиге (1981)
- 4-е место в финальной группе чемпионата СССР во второй лиге (1981)
- Второе место в пятой зоне чемпионата СССР во второй лиге (1982)
- Третье место в пятой зоне чемпионата СССР во второй лиге (1983)

«Драгонс де л’Уэме»
- Серебряный призёр чемпионата Бенина (1990)
- Обладатель Кубка Бенина (1991)

## Звания
- Заслуженный тренер БССР (№ 591, 26 января 1981).
- Почётный знак Белорусской Федерации футбола (2 июля 2002).
- Грамота БФФ «За большой личный вклад в развитие футбола» в честь 65-летия (19 февраля 2003).
- Почётная грамота АБФФ «За большой личный вклад в развитие отечественного футбола» (19 февраля 2008).